# Dźanakpur (miasto)
Dźanakpur (nep. जनकपुर नगरपालिका) – miasto w południowym Nepalu; stolica dystryktu Dhanusa. Według danych szacunkowych na rok 2010 liczy 95 972 mieszkańców. Miasto jest ośrodkiem przemysłowym.
W mieście znajduje się stacja kolejowa.